# Greenwood (Indiana)
Greenwood és una població dels Estats Units a l'estat d'Indiana. Segons el cens del 2000 tenia 36.037 habitants.

## Demografia
Segons el cens del 2000, Greenwood tenia 36.037 habitants, 14.931 habitatges, i 9.600 famílies. La densitat de població era de 975 habitants/km².
Dels 14.931 habitatges en un 32,4% hi vivien nens de menys de 18 anys, en un 51% hi vivien parelles casades, en un 9,9% dones solteres, i en un 35,7% no eren unitats familiars. En el 29,9% dels habitatges hi vivien persones soles el 9,9% de les quals corresponia a persones de 65 anys o més que vivien soles. El nombre mitjà de persones vivint en cada habitatge era de 2,37 i el nombre mitjà de persones que vivien en cada família era de 2,97.
Per edats la població es repartia de la següent manera: un 25,3% tenia menys de 18 anys, un 9,6% entre 18 i 24, un 32,1% entre 25 i 44, un 20,7% de 45 a 60 i un 12,3% 65 anys o més.
L'edat mediana era de 34 anys. Per cada 100 dones de 18 o més anys hi havia 87,6 homes.
La renda mediana per habitatge era de 46.176$ i la renda mediana per família de 57.298$. Els homes tenien una renda mediana de 40.291$ mentre que les dones 28.936$. La renda per capita de la població era de 23.003$. Entorn del 4,6% de les famílies i el 7% de la població estaven per davall del llindar de pobresa.

## Poblacions més properes
El següent diagrama mostra les poblacions més properes.